# Nova Gora (Dolenjske Toplice)
Nova Gora (Dolenjske Toplice) is een plaats in Slovenië en maakt deel uit van de gemeente Dolenjske Toplice, regio Jugovzhodna Slovenija.